# Arbeitserziehungslager di Wuhlheide

Mappa di Wuhlheide

L'Arbeitserziehungslager di Wuhlheide era un campo di rieducazione al lavoro situato alla periferia sud-est di Berlino. Venne creato dal Terzo Reich per accogliere soprattutto lavoratori ritenuti indisciplinati; aveva lo scopo di “rieducare” i detenuti per poi reintegrali nell'attività produttiva.  

## Descrizione
L'Arbeitserziehungslager (AEL) di Wuhlheide venne ricavato, a partire dall'aprile 1940, all'interno di un campo di baracche destinate ai lavoratori delle ferrovie. Due baracche vennero affittate dalla Gestapo, separate dalle altre con il filo spinato e trasformate in prigione. Inizialmente vennero rinchiuse circa 200 persone: renitenti al lavoro e oppositori politici. 
Le guardie erano reclutate fra le file della polizia di sicurezza di Berlino ed erano comandate da un tenente delle SS.
I prigionieri, tutti maschi, provenivano da nazioni differenti ed erano destinati al lavoro coatto: svolgevano opere di manutenzione e costruzione della rete ferroviaria, attività rese urgenti dalla contingenza bellica.
Nell'estate del 1941 il campo fu ampliato includendo altre due baracche e divenendo così uno dei maggiori fra gli Arbeitserziehungslager: alla fine della guerra i prigionieri che vi erano transitati furono circa 30.000.
Nel settembre del 1942 a sud di Berlino, presso lo scalo merci di Großbeeren, venne aperto un altro AEL. Qui furono trasferiti anche prigionieri provenienti da Wuhlheide. In questo secondo campo moriranno 1300 persone appartenenti a 24 diverse nazionalità.